# Nostra Senyora de l'Esperança de s'Agaró
Nostra Senyora de l'Esperança de s'Agaró és una església catòlica romana catalogada com a monument protegit amb el rang de bé cultural d'interès local,. Es troba dins del nucli urbà de s'Agaró (municipi de Castell d'Aro, Platja d'Aro i s'Agaró, Baix Empordà). És obra de l'arquitecte Francesc Folguera i va ser construïda entre els anys 1941 i 1943.

## Descripció

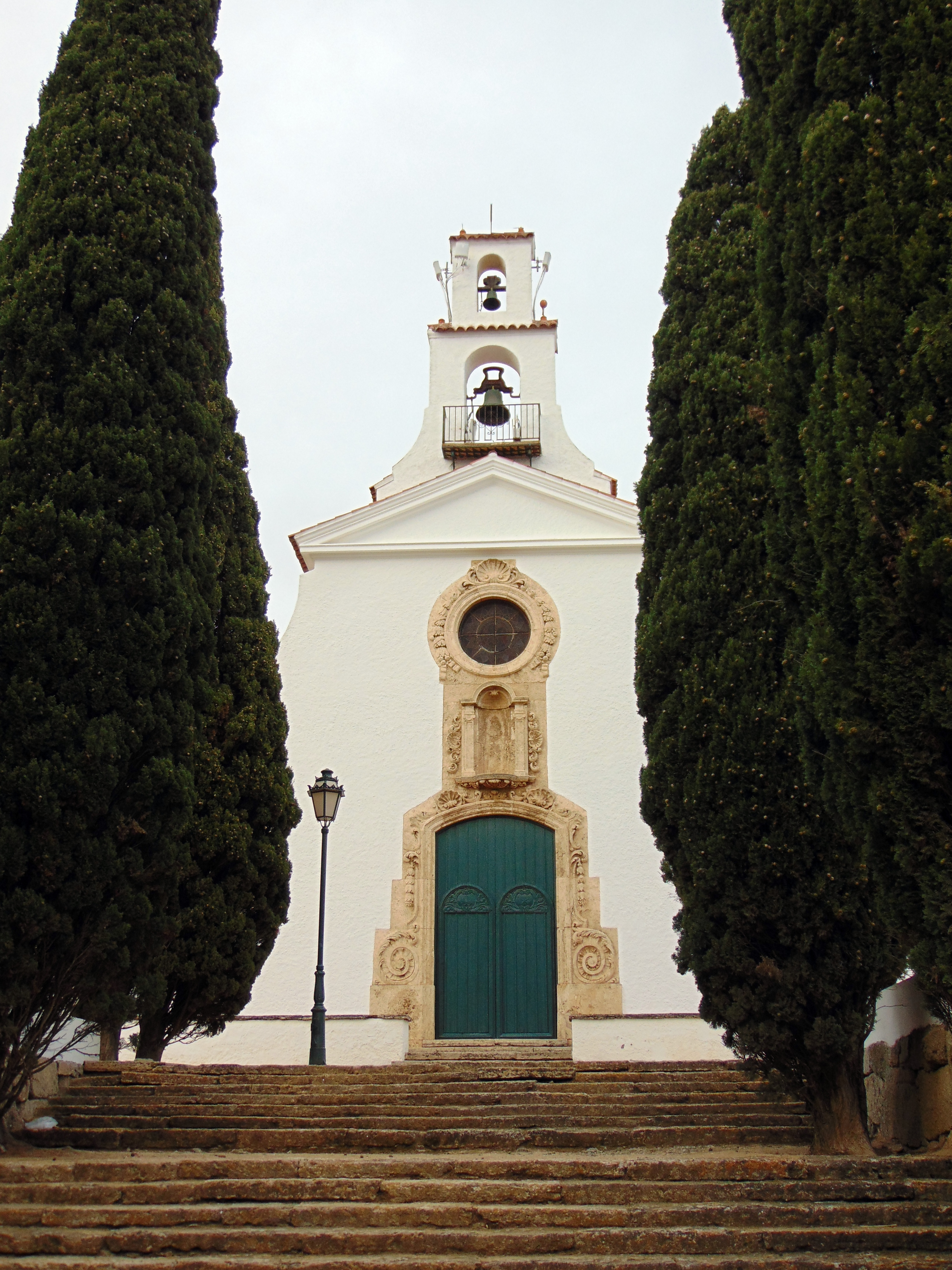

És una església delicadament neobarroca i d'un acusat pintoresquisme que pretén enllaçar amb la tradició popular de les ermites i santuaris mariners i alhora concordar amb l'estil predominant a s'Agaró. L'autor hi va incorporar una portada barroca, elements gòtics procedents del convent de Sant Francesc de Girona (les arcades de la galeria al costat de migdia) i dos sepulcres gòtics procedents de Foixà a l'interior de la galeria coberta. Exteriorment destaca pel joc de volums, d'entrants i sortints i per la blancor de les parets junt amb el roig de la teulada.
La façana és d'una gran senzillesa. S'hi accedeix per una escalinata flanquejada per xiprers. Està presidida per un conjunt ornamental de pedra on s'inclou la portada emmarcada amb pilars adossats, volutes, petxines i elements florals, una fornícula buida i un rosetó circular amb elements vegetals com a ornamentació. El repertori ornamental és el característic del segle xviii. La part superior de la façana sobre el frontó triangular està acabada amb un campanar de paret.
A la façana, una làpida amb inscripció recorda que va ser promoguda per Josep Ensesa i Gubert (1892-1980) i que va ser consagrada al culte el dia 16 de juliol de 1942.

## Història
La urbanització de s'Agaró fou iniciada el 1924 per l'industrial Josep Ensesa i Gubert en col·laboració amb l'arquitecte Rafael Masó i Valentí. Rebé el nom d'un rierol proper (segueró o Sagaró). La primera casa fou "Senya Blanca" del sr. Ensesa el mateix 1924, però la veritable gran empenta constructiva no es produí fins a 1928 amb obres com la casa de Masó 1928, la casa Cibils 1929, l'hostal de la Gavina 1924-34. A la mort de Masó, en 1935, es feu càrrec de la urbanització Francesc Folguera i Grassi, el qual hi va fer nombroses obres, a més d'aquesta església: camí de ronda, els banys, la disposició definitiva de l'hostal, loggia de Senya Blanca, etc. Quan aquest va morir el 1960 fou Adolf Florensa qui el substituí. A Sagaró es creà un urbanisme de l'alta burgesia de caràcter marcadament autòcton i d'arrel noucentista.